# Goldmantelspecht
Der Goldmantelspecht (Campethera maculosa) ist eine Vogelart aus der Familie der Spechte (Picidae). Das relativ kleine Verbreitungsgebiet der Art umfasst den küstennahen Bereich Westafrikas vom Westen Guinea-Bissaus nach Osten bis in das mittlere Ghana. Der Goldmantelspecht bewohnt offenere Waldhabitate wie die Ränder des Tropischen Regenwaldes und von Sekundärwald, Lichtungen mit Sekundärvegetation und toten Bäumen sowie Landschaften, in denen sich Wald und Buschland abwechseln. Die Nahrung besteht soweit bekannt aus Ameisen, vor allem aus Arten der Gattung Crematogaster.
Die Art gilt als nicht selten. Da sie offenere Waldbereiche bevorzugt, profitiert sie offenbar von der Auflichtung des Waldes und von Rodungen und der Bestand scheint zuzunehmen. Der Goldmantelspecht wird von der IUCN daher als ungefährdet („least concern“) eingestuft.

## Beschreibung
Goldmantelspechte sind sehr kleine Spechte mit kurzem und an der Basis recht breitem Schnabel. Die Körperlänge beträgt etwa 16 cm, das Gewicht eines Vogels betrug 54 g; sie sind damit so groß wie ein Kleinspecht, aber wohl fast doppelt so schwer. Die Art zeigt bezüglich der Färbung einen deutlichen Geschlechtsdimorphismus.
Bei Männchen ist die gesamte Oberseite einschließlich der Oberflügeldecken und der Oberschwanzdecken gelblich grün bis bronzegrün, der Bürzel ist schwach gebändert. Gelegentlich sind auf dem oberen Rücken einige weiße Flecken vorhanden und einige Individuen zeigen Spuren von Rot auf der Oberseite. Die Schwingen sind braun mit hellbeiger Bänderung, die auf den Innenfahnen am breitesten ist. Die Steuerfedern sind oberseits schwärzlich mit undeutlich gelben Kielen, die äußeren Steuerfedern sind grün. Die Grundfarbe der Rumpfunterseite geht von der hellbeigen Kehle in einen grünlich weißen Farbton unterhalb der Brust über, die gesamte Rumpfunterseite ist kräftig dunkel oliv gebändert. Die Unterflügeldecken sind hell gelblich weiß und ungezeichnet oder weisen nur einige wenige undeutliche und unterbrochene Binden auf. Der Unterschwanz ist schwärzlich mit einem Gelbton.
Die Befiederung von Stirn und Oberkopf ist schwarz mit roten Spitzen, der Hinterkopf ist nicht sehr deutlich einfarbig rot. Der übrige Kopf, Hals, Kinn und Kehle sind auf beigeweißem Grund dicht braun gefleckt.
Der Schnabel ist dunkel olivgrün oder schwärzlich, der Unterschnabel zeigt einen bläulichen oder oliven Ton. Beine und Zehen sind olivgrau oder grünlich. Die Iris ist braun oder rosabraun.
Beim Weibchen fehlt jegliches Rot am Kopf. Stirn und Oberkopffedern sind auf olivschwarzem Grund, der Hinterkopf auf tief olivem Grund beige gefleckt. Die innerartliche Variabilität ist gering und es werden keine Unterarten anerkannt.

## Lautäußerungen
Häufigster Ruf ist eine gleichmäßige Serie von drei bis vier ansteigenden Lauten wie „teeäi teeäi...“. Außerdem ist ein möglicherweise aggressiv getöntes „teerweet-teerweet...“ bekannt.

## Verbreitung und Lebensraum
Das relativ kleine Verbreitungsgebiet der Art umfasst den küstennahen Bereich Westafrikas vom westlichen Guinea-Bissau nach Osten bis in das mittlere Ghana. In das Landesinnere reicht das Areal nur bis in den Bereich südlich des Mount Nimba. Die Größe des Gesamtverbreitungsgebietes wird auf 430.000 km² geschätzt.
Der Goldmantelspecht bewohnt offenere Waldhabitate wie die Ränder des Tropischen Regenwaldes und von Sekundärwald, Lichtungen mit Sekundärvegetation und toten Bäumen sowie Landschaften, in denen sich Wald und Buschland abwechseln. Die Tiere kommen vom Flachland bis in über 1000 m Höhe vor.

## Lebensweise
Über die Lebensweise des Goldmantelspechts ist fast nichts bekannt. Die Tiere sind wenig scheu und unauffällig und bewegen sich ohne größere Eile. Die Nahrung besteht soweit bekannt aus Ameisen, vor allem aus Arten der Gattung Crematogaster. Brutaktivität wurde in Senegambia im August beobachtet, möglicherweise auch im März und April.

## Bestand und Gefährdung
Angaben zur Größe des Weltbestandes sind nicht verfügbar. Die Art gilt als nicht selten. Da sie offenere Waldbereiche bevorzugt, profitiert sie offenbar von der Auflichtung des Waldes und von Rodungen und der Bestand scheint zuzunehmen. Der Goldmantelspecht wird von der IUCN daher als ungefährdet („least concern“) eingestuft.